# Eltra MOT-59

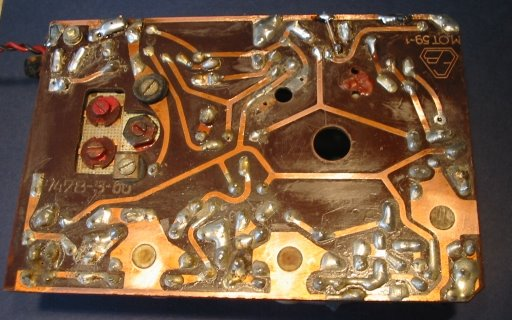
Płytka drukowana

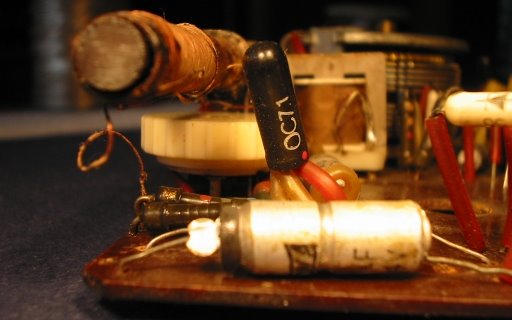
Fragment elektroniki

Eltra MOT-59 (skrót MOT oznaczał Miniaturowy Odbiornik Tranzystorowy) – pierwszy polski radioodbiornik tranzystorowy. Był pierwszym odbiornikiem zmontowanym na płytce drukowanej i pierwszym odbiornikiem wytwarzanym w bydgoskiej „Eltrze”, która dotychczas produkowała podzespoły stykowe.
Zaprojektowany został w 1958 przez zespół pod kierownictwem inż. Romana Paluchowskiego w ZWE „Eltra”. Egzemplarz prototypowy pokazano w roku 1959 na Targach Poznańskich. Model produkowano przez rok, wyprodukowano  kilkaset sztuk. W związku z powstaniem tego odbiornika zakłady „OMIG” zaczęły wytwarzać miniaturowe oporniki i kondensatory, a „TONSIL” – miniaturowy głośnik. Tranzystory pochodziły z importu (początkowo z firmy Telefunken, a później Philips).

## Podstawowe parametry i właściwości
- tranzystory: OC44, 2×OC45, OC71, OC72 + diody 2×DOG56
- zakresy fal: Długie 1322 m (227 kHz) – Warszawa I, Średnie  187–580 m (1605–520 kHz)
- zasilanie: 6 V – 4 ogniwa S-14 lub 5 akumulatorów KN1
- elementy regulacyjne:
  - potencjometr siły głosu z wyłącznikiem na górnej płaszczyźnie
  - przełącznik zakresów na górnej płaszczyźnie
  - duże pokrętło strojenia na płycie czołowej
- wymiary: 160×90×38 mm, ciężar ok. 0,53 kg

Jest to odbiornik superheterodynowy z układem ARW. Na falach średnich można było wybierać stacje, a na długich odbierał tylko jedną stację lokalną. Przeważnie była to Warszawa I, ale można było przystosować odbiornik do odbioru innej stacji długofalowej. Moc wyjściowa odbiornika wynosiła 0,03 W, a baterie wystarczały na ok. 40 godzin pracy.